# Tatjana Nikolajewna Titowa
Tatjana Nikolajewna Titowa (russisch Татьяна Николаевна Титова, engl. Transkription Tatyana Titova; * 6. August 1965) ist eine russische Marathonläuferin.
Ihr erster und wohl größter Erfolg ist der Sieg beim Paris-Marathon 1992 in ihrer persönlichen Bestzeit von 2:31:12 h. Am 22. August desselben Jahres stellte sie in Stockholm mit 1:11:02 einen russischen Rekord im Halbmarathon auf. 
Im Lauf ihrer weiteren Karriere gewann sie den San-Francisco-Marathon 1993, den Columbus-Marathon 1996, 1999 und 2001, den Austin-Marathon 2000 und den California International Marathon 2003. 2004 siegte sie beim Rock ’n’ Roll Marathon, dessen Strecke wegen ihres Gefälles allerdings nicht bestenlistentauglich ist, in 2:29:36 h.